# Amorimius bicolor
Amorimius bicolor är en tvåvingeart som först beskrevs av Engel 1930.  Amorimius bicolor ingår i släktet Amorimius och familjen rovflugor. Inga underarter finns listade i Catalogue of Life.